# Vals en la bemoll major, op. 42 (Chopin)
El Vals en la bemoll major, op. 42, és un vals animat compost per Frédéric Chopin a 1840. Encara que cap de les obres de Chopin pretenia en realitat ser ballada, aquest vals sembla adequat per al seu ús en una sala de ball. Sovint és considerat com un dels millors i més perfecte dels valsos de Chopin.
La peça comença amb un trinat d'introducció de vuit compassos en la tonalitat de la dominant, com una preparació al ball que començarà. La melodia d'obertura de l'obra és lluminosa i en un compàs binari, però amb un acompanyament de la mà esquerra en compàs de 3/4. La peça conté molts passatges virtuosos i una coda fascinant. Sovint es considera un dels valsos més importants de Chopin, un dels favorits per a molts, però també un dels més difícils d'interpretar. El president nord-americà Harry Truman, un pianista aficionat, havia comentat als seus amics que aquest vals de Chopin era una de les seves composicions favorites.